# Jean-Pierre Drouet
Jean-Pierre Drouet est un percussionniste multi-instrumentiste et compositeur français né le 30 octobre 1935 à Bordeaux. 
Jean-Pierre Drouet a étudié auprès de René Leibowitz, Jean Barraqué et André Hodeir. En Inde, il a approfondi sa connaissance des instruments et de la musique extra-européenne, comme les tablâ et surtout le zarb (tambour perse) perse qu'il a étudié avec Djamchid Chemirani.

## Collaborations
Jean-Pierre Drouet participe très tôt à l'essor de la « nouvelle musique improvisée européenne » aux côtés de Vinko Globokar ou Michel Portal. Dans un registre plus classique, il joue, entre autres, sur les disques des Double Six, et accompagne Line Renaud au Casino de Paris. À cette occasion, à l'instigation de Pierre Urban, il découvre le zarb. 
C'est surtout dans le domaine de la musique contemporaine qu'il s'illustre, en particulier par ses participations aux spectacles de l'Atelier théâtre et musique (ATEM), avec Georges Aperghis, Michael Lonsdale et Édith Scob, la fondation du Trio Le Cercle avec Willy Coquillat et Gaston Sylvestre, ses collaborations avec Mauricio Kagel et tous les compositeurs majeurs de la musique contemporaine des années 1960 et 1970 (en particulier Luciano Berio, Karlheinz Stockhausen et Iannis Xenakis).
On le retrouve également pour la Sonate pour deux pianos et percussions de Béla Bartók aux côtés de G. Joy, J. Robin, Jean-Claude Casadesus, ou de Sylvio Gualda et des sœurs Marielle et Katia Labèque.
Exubérant et virtuose sur scène, il se fait souvent l'interprète de spectacles de théâtre musical ou instrumental.
Il a largement participé au développement du zarb (tambour perse) en France, par notamment la création de pièces de compositeurs contemporains, mais aussi par son utilisation dans le jazz et la musique improvisée. Il a enseigné cet instrument au Conservatoire Expérimental de Pantin de 1980 à 1984 à des musiciens comme François Bedel, Pablo Cueco, Pierre Rigopoulos, Alexandre Régis, Jean Pierlot et quelques autres.
En tant que compositeur, il écrit souvent des musiques pour le théâtre et toutes formes de spectacle vivant : la danse avec Jean-Claude Gallotta pour Les Variations d'Ulysse donné en 1995 à l'Opéra Bastille et récompensé d'une Victoire de la musique classique; les spectacles équestres de Bartabas.

## Discographie
- Béla Bartók Sonate pour deux pianos et percussion avec Katia et Marielle Labèque (pianos), Sylvio Gualda (percussion) Erato 1973
- L'empreinte digitale ED 13043 : "Autres contacts", Adama Dramé et les percussions de Strasbourg (Modibo Salifou, solo d'Adama Dramé ; Autres contacts, Jean-Pierre Drouet, commande d'État ; Percussions pour Mandela, Adama Dramé ; Final, les Percussions de Strasbourg)